# Israel en los Juegos Olímpicos de México 1968
Israel estuvo representado en los Juegos Olímpicos de México 1968 por un total de 29 deportistas, 26 hombres y 3 mujeres, que compitieron en 4 deportes.
El portador de la bandera en la ceremonia de apertura fue el nadador Gershon Shefa. El equipo olímpico israelí no obtuvo ninguna medalla en estos Juegos.